# Boeing KC-135 Stratotanker

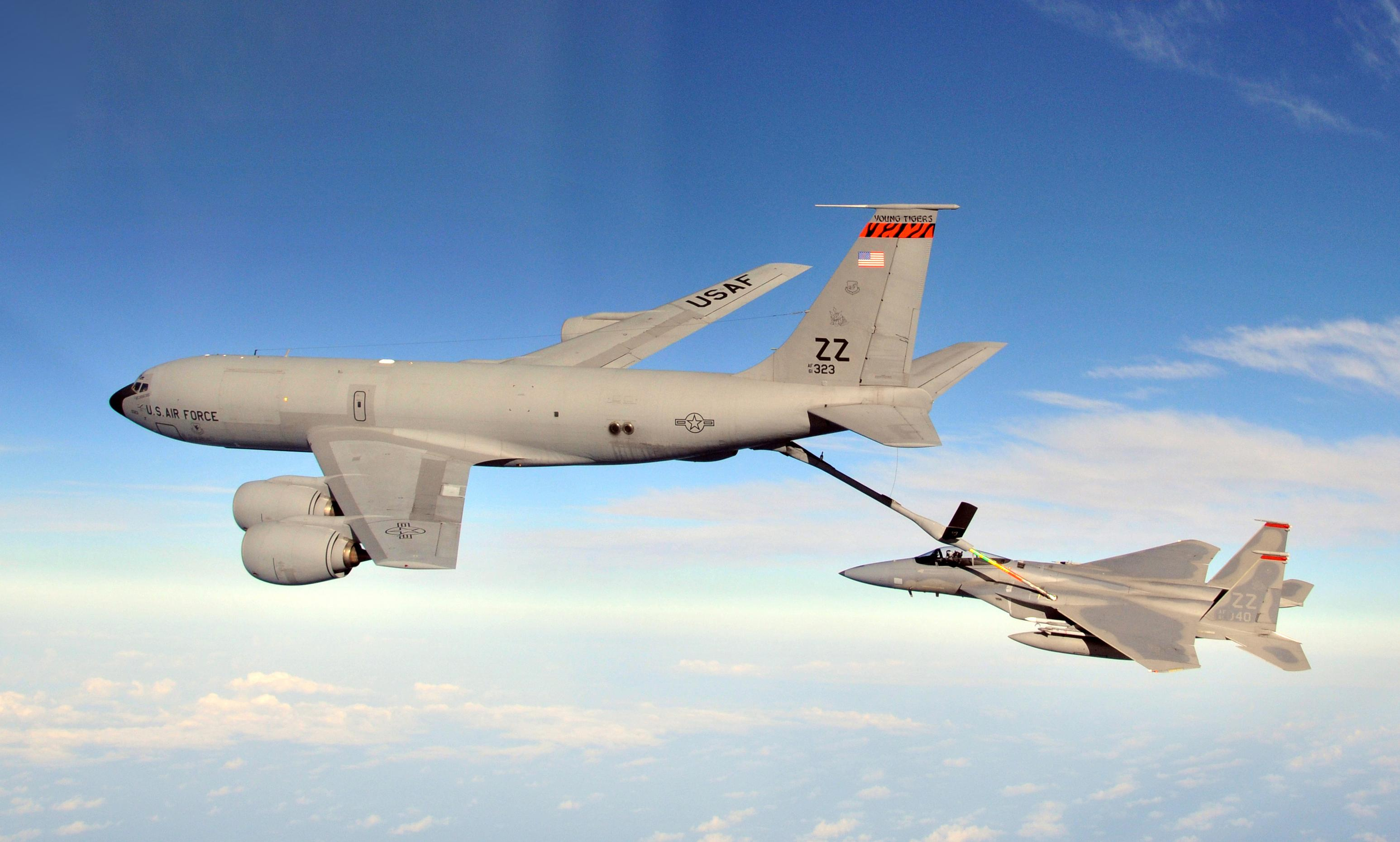
Een KC-135 die een F-15C bijtankt

De Boeing KC-135 Stratotanker is een tankvliegtuig van de Amerikaanse vliegtuigbouwer Boeing. Dit type werd voor het eerst in 1956 gebouwd. De KC-135 is afgeleid van de Boeing 367-80, een demonstratietoestel van Boeing. Hij is iets korter en smaller dan het Boeing 707 passagiersvliegtuig. Het toestel lijkt veel op de Boeing 707 en 720, hoewel het van binnen compleet anders is.
Het Strategic Air Command had de KC-135 Stratotankers in dienst van 1957 tot 1991 en de Air National Guard en Air Force Reserve van 1975 tot 1991. Vervolgens werden ze toegewezen aan Air Mobility Command.

## Achtergrond
De Boeing 367-80 was de basis voor de commerciële Boeing 707 en de Boeing C-135 Stratolifter, waaruit de KC-135 Stratotanker weer is voortgekomen. In 1954 bestelde Strategic Air Command van de USAF de eerste 29 van de uiteindelijk 732 toestellen. De eerste vlucht was in augustus 1956, en de eerste Stratotanker werd afgeleverd in juni 1957. De laatste KC-135 is in 1965 afgeleverd.
De KC-135's veranderden de luchtoorlog voorgoed tijdens de oorlog in Vietnam. Door bijtanken in de lucht waren doelen op grote afstand ineens wel bereikbaar. De gevechtsvliegtuigen werden niet langer beperkt door de hoeveelheid brandstof bij de start. Bijgetankt konden ze langere missies uitvoeren, en zo veel effectiever zijn.

### Modificaties

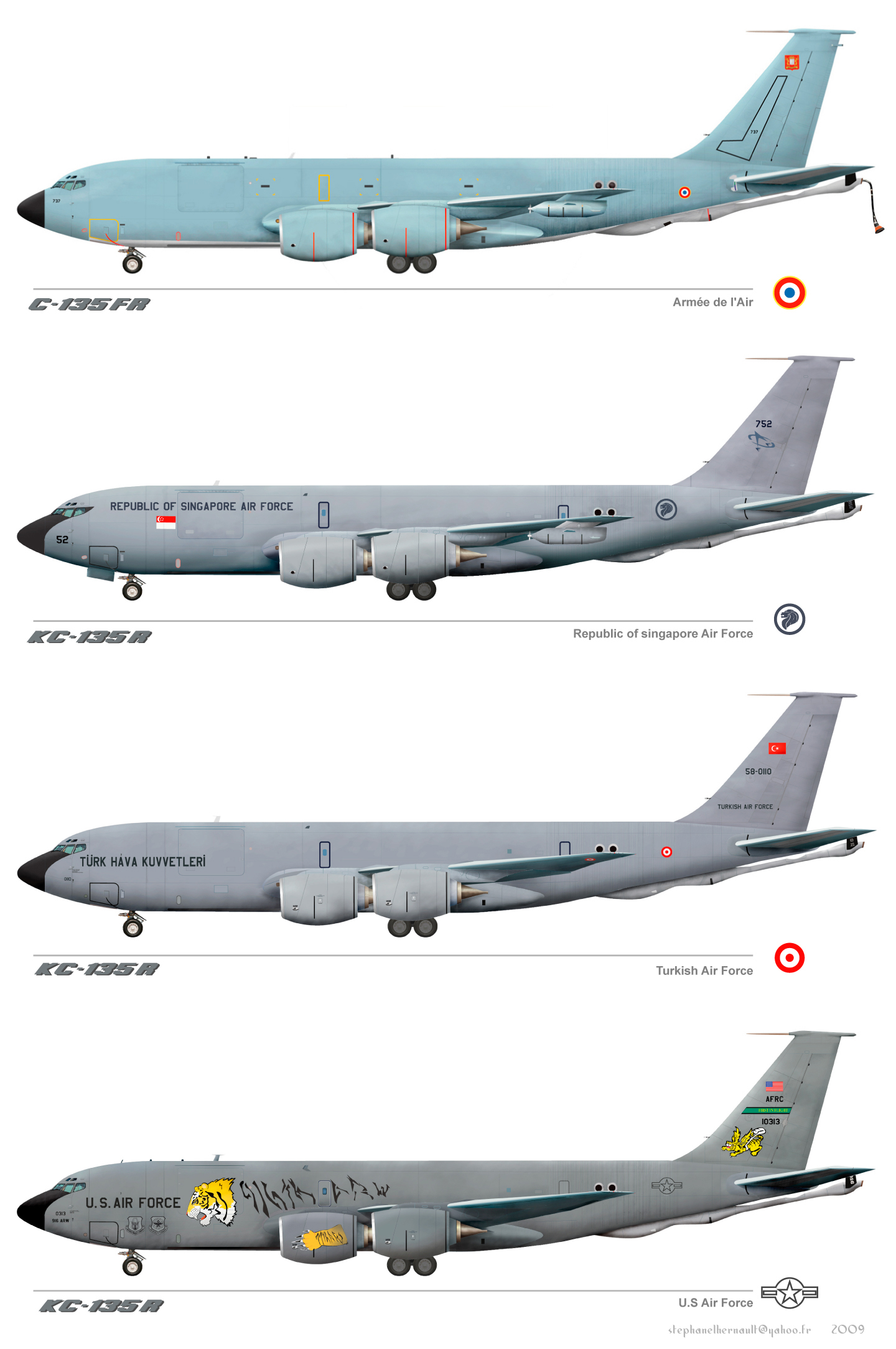
KC-135 in kleurenschema van
(van boven naar beneden) Frankrijk - Singapore - Turkije - Verenigde Staten

Van de originele KC-135A's zijn meer dan 410 gemodificeerd met nieuwe CFM56 motoren, gebouwd door CFM International. Deze tankers, aangeduid met KC-135R of KC-135T, kunnen 50% meer brandstof afleveren, verbruiken 25% minder, hebben 25% lagere operationele kosten en zijn stiller dan de KC-135A.
In een eerder modificatieprogramma zijn 157 tankers uitgerust met Pratt & Whitney TF-33 motoren van uitgefaseerde 707's. Deze tanker, aangeduid met KC-135E, is 14% zuiniger met brandstof dan de KC-135A en kan 20% meer brandstof afleveren.
De KC135Q was speciaal aangepast voor het vervoer van JP-7 brandstof, nodig voor de SR-71 Blackbird, waarbij de JP-7 brandstof in de romptanks werd vervoerd en de normale brandstof voor het eigen gebruik van de tanker in de vleugels. Toen de KC-135Q werd uitgerust met CFM-56 motoren, kreeg hij de naam KC-135T. 
De KC-135R/T was een tanker die ook bijgetankt kon worden in de lucht, die vooral gebruikt werd voor het trainen van piloten en operationele bijtank missies. Als de KC-135R/T niet gebruikt wordt voor missies waar hij zelf bijgetankt moeten worden, kan hij dezelfde missies uitvoeren als elke andere KC-135R.
Door de jaren heen heeft de KC-135 ook allerlei andere missies uitgevoerd, van vliegende commandopost tot verkenningsmissies zoals de Boeing RC-135 serie en de Boeing EC-135 Looking Glass.

### Toekomstige ontwikkelingen
De komende jaren zal de KC-135 gemodificeerd worden om de capaciteiten uit te breiden en de betrouwbaarheid te verbeteren. Daaronder vallen onder andere verbeterde apparatuur voor communicatie, navigatie en observatie om te voldoen aan komende civiele luchtverkeersleiding apparatuur. Het Multi Point Refueling System Program voegt pods toe aan de vleugeltippen met een systeem om meerdere vliegtuigen tegelijk bij te kunnen tanken, en ook vliegtuigen die zelf een probe hebben, en niet met de tankbuis van de tanker bijgetankt kunnen worden.
Het plan is om de EC-135 (samen met de Boeing E-3 en de Boeing E-8 op termijn te vervangen door een nieuwe tanker, de Boeing KC-46 Pegasus. De KC-46 is een toestel gebaseerd op de structuur van de Boeing 767. De eerste vliegtuigen werden in (fiscaal jaar) 2019 aan de United States Air Force geleverd.

## Specificaties

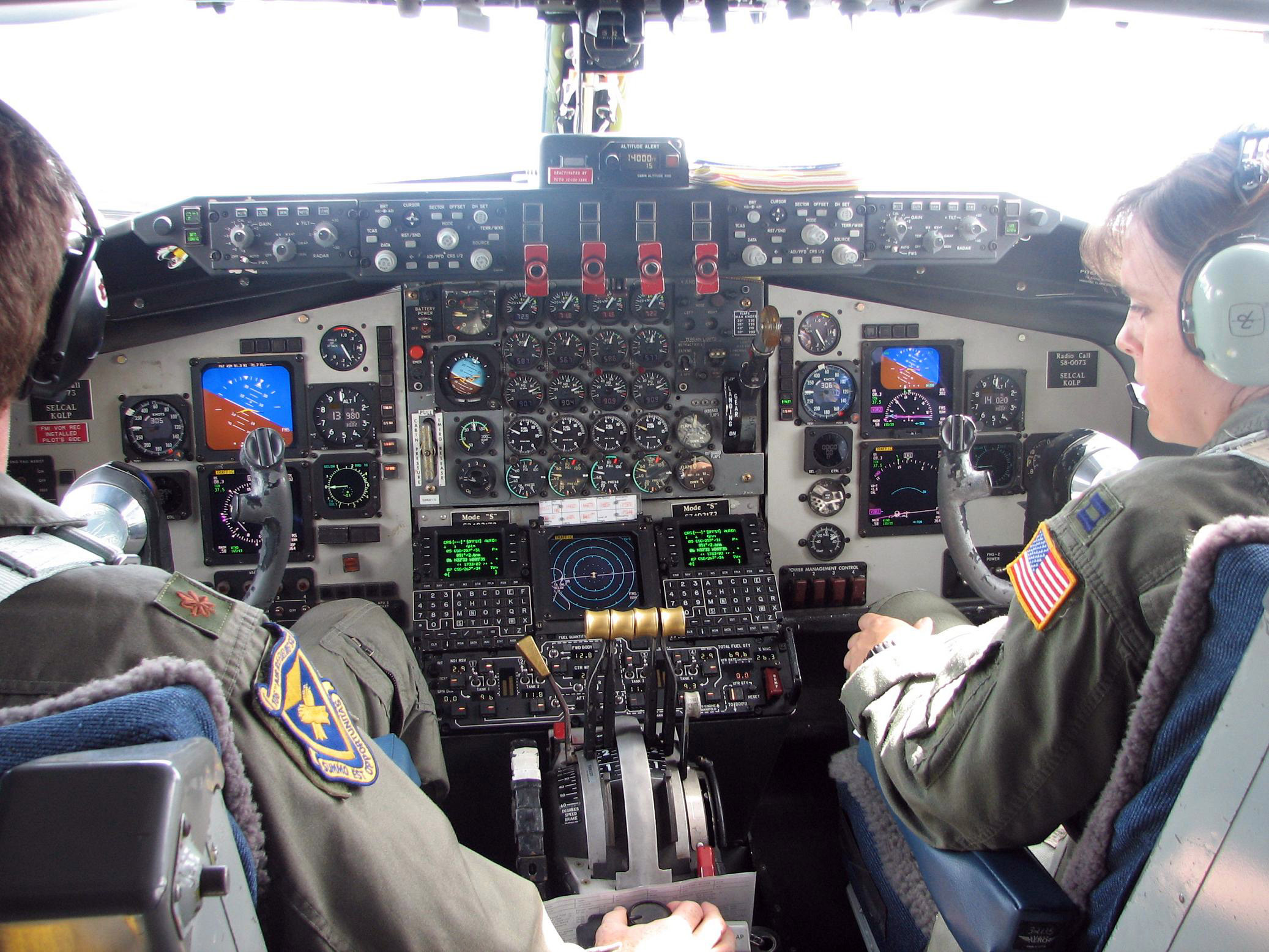
KC-135R cockpit, het instrument panel is gemodificeerd tijdens het Pacer-CRAG program

- Bemanning: drie: (gezagvoerder, copiloot, boom-operator)
- Lengte: 41,53 m
- Spanwijdte: 39,88 m
- Hoogte: 12,70 m
- Vleugeloppervlak: 226 m²
- Leeggewicht: 44.663 kg
- Beladen gewicht: 135.000 kg
- Maximum startgewicht: 146.000 kg
- Maximumsnelheid: 933 km/h
- Vliegplafond: 15.200 m
- Bereik: 5550 km
- Motoren: 4× Pratt & Whitney TF-33-PW-102 turbofans, met elk 80 kN stuwkracht.